# Ställande hund

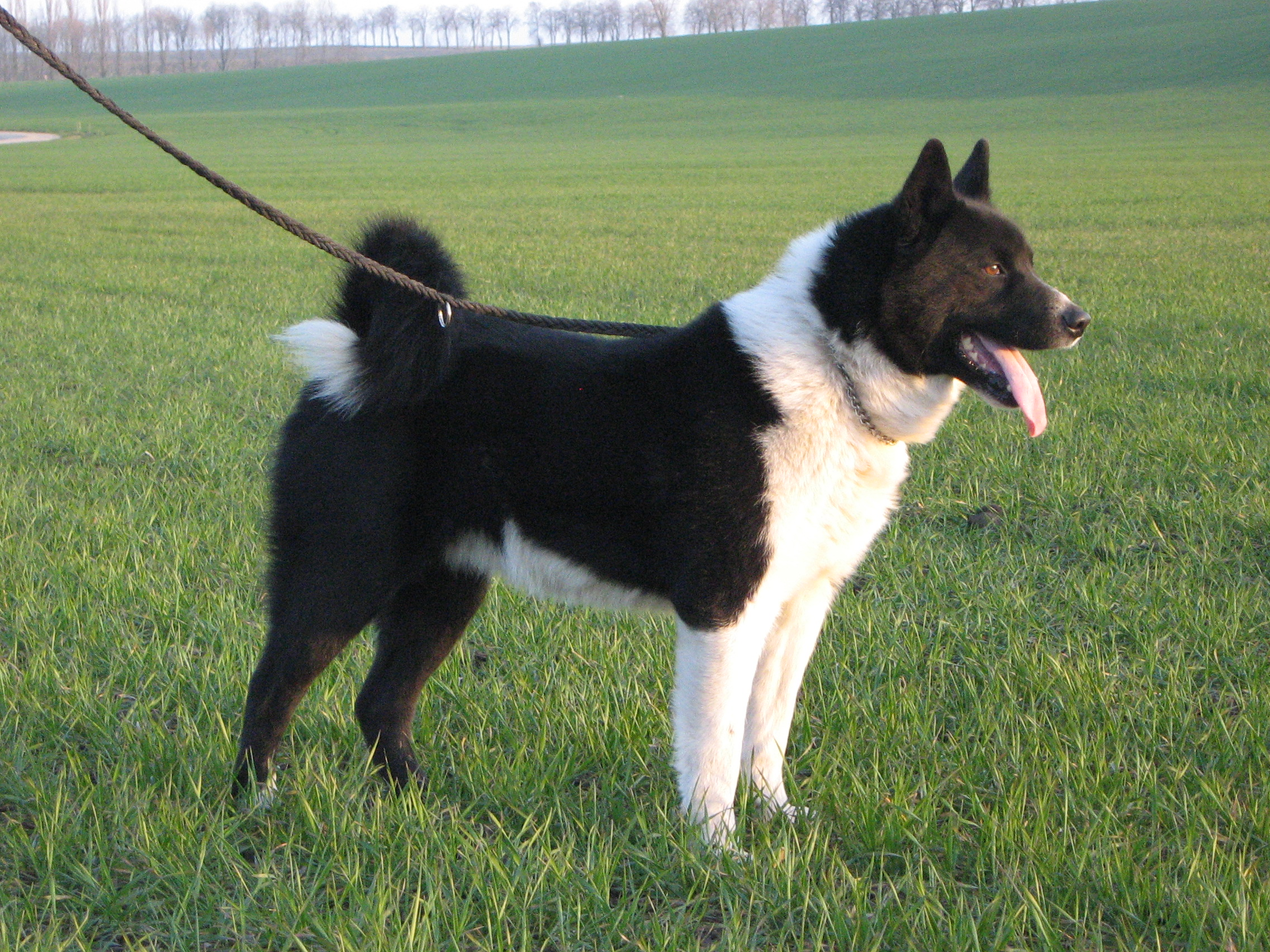
Karelsk björnhund är en ställande hund för jakt både på älg och björn.

En ställande hund (ståndhund) är en jakthund som genom ett rytmiskt skällande ställer viltet. Skällandet, som kallas ståndskall, gör att viltet koncentrerar sig på hunden, och stannar upp. Viltet blir "ställt", vilket i sin tur tillåter jägaren (hundföraren) att smyga fram till och fälla viltet. Skallet fungerar även som markering för jägaren var hunden och viltet befinner sig. De ställande hundarna hör huvudsakligen till typen älghundar. Förutom älg utgörs viltslagen huvudsakligen av brunbjörn och vildsvin.